# Пейнтед Хилс
Пейнтед Хилс (на английски: Painted Hills – Боядисани хълмове) е забележителност от скалисти хълмове в националния паметник фосилен парк „Джон Дей Фосил Бедс“ (John Day Fossil Beds) в САЩ, щата Орегон.
Намира се в окръг Уийлър, на 15 km северозападно от град Мичъл в щата Орегон и на 125 km източно от град Бенд.

## Наименование
Носи името си от оцветените в няколко цвята хълмове, всеки от които съответства на определена геологическа ера.